# Knagge (Fachwerk)

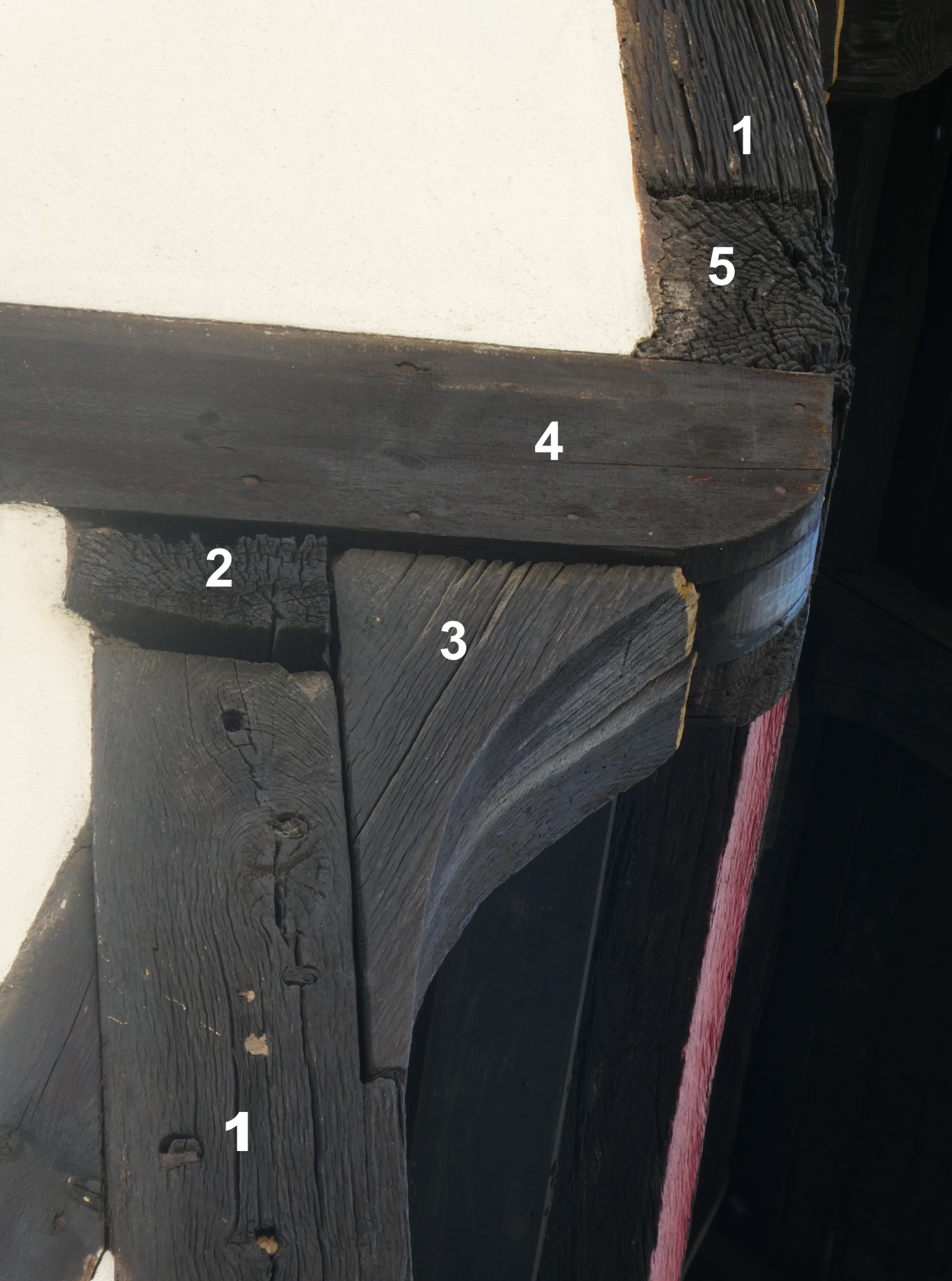
Fachwerk-Vorkragung mit Knagge (1 = Ständer, 2 = Rähm, 3 = Knagge, 4 = Deckenbalken, 5 = Schwelle)

Eine Knagge (früher auch: Knabe, Frosch, Fröschling) ist im Holzfachwerkbau ein an den Ständer eingezapftes Winkelholz, das einen Deckenbalken konsolenartig abstützt. Knaggen dienten in der historischen Architektur bei vorkragenden Fachwerkfassaden vor allem als Zierelement.

## Begriff und Konstruktionsbeschreibung
Der Begriff Knagge im handwerklichen Sinne stammt nach dem Grimmschen Wörterbuch ursprünglich aus der niederdeutschen Sprache und meint eine Leiste bzw. einen Zapfen, um beispielsweise ein Brett darauf fest zu legen.
Im baukonstruktiven Zusammenhang der Fachwerkbauweise ist die Knagge einer Büge ähnlich, jedoch ein dreieckiges Vollholz, also keine Strebe und kein Kopfband. Das konstruktive Gefüge entsteht durch verdeckte Verzapfungen sowie nach unten einen Versatz.
Winkelförmig unter der Vorkragung angeordnete Knaggen sind typische Bestandteile mittel- und nordeuropäischer Fachwerkfassaden bei vorkragender Stockwerksbauweise. Sie gehören in der Regel zum gebundenen System, bei dem die Fachwerkständer axial an die Position der Deckenbalkenköpfe gebunden sind.

## Zierknaggen und Knaggenbündel
Die einfachsten Knaggen sind rein baukonstruktiv wirksame, dreieckige Winkelhölzer, doch bei Fassaden wurden Knaggen auch als Träger von Schnitzeren verwendet, oft zusammen mit den Balkenköpfen. Solche Zierknaggen zeigen zeitlich und regional unterschiedlichen Formenreichtum, der zur kunsthistorischen Datierung dienen kann. Spätgotische Knaggen des 15. und frühen 16. Jahrhunderts bilden eine lang ausgezogene Unterseite aus. Renaissance- und barocke Knaggen des späteren 16. Jahrhunderts und 17. Jahrhunderts zeigen oft zeittypische Profile, Ornamente und figürliche Schnitzereien. Die Verwendung von Knaggen im Fachwerkbau endete im 18. Jahrhundert mit dem Rückgang und Aufgeben der Stockwerksvorkragungen.
Gestalterisch und baukonstruktiv besonders reizvoll sind die Knaggenbündel an den vorkragenden Stockwerksecken spätgotischer Fachwerkhäuser.

Zierknaggen  im Fachwerkbau
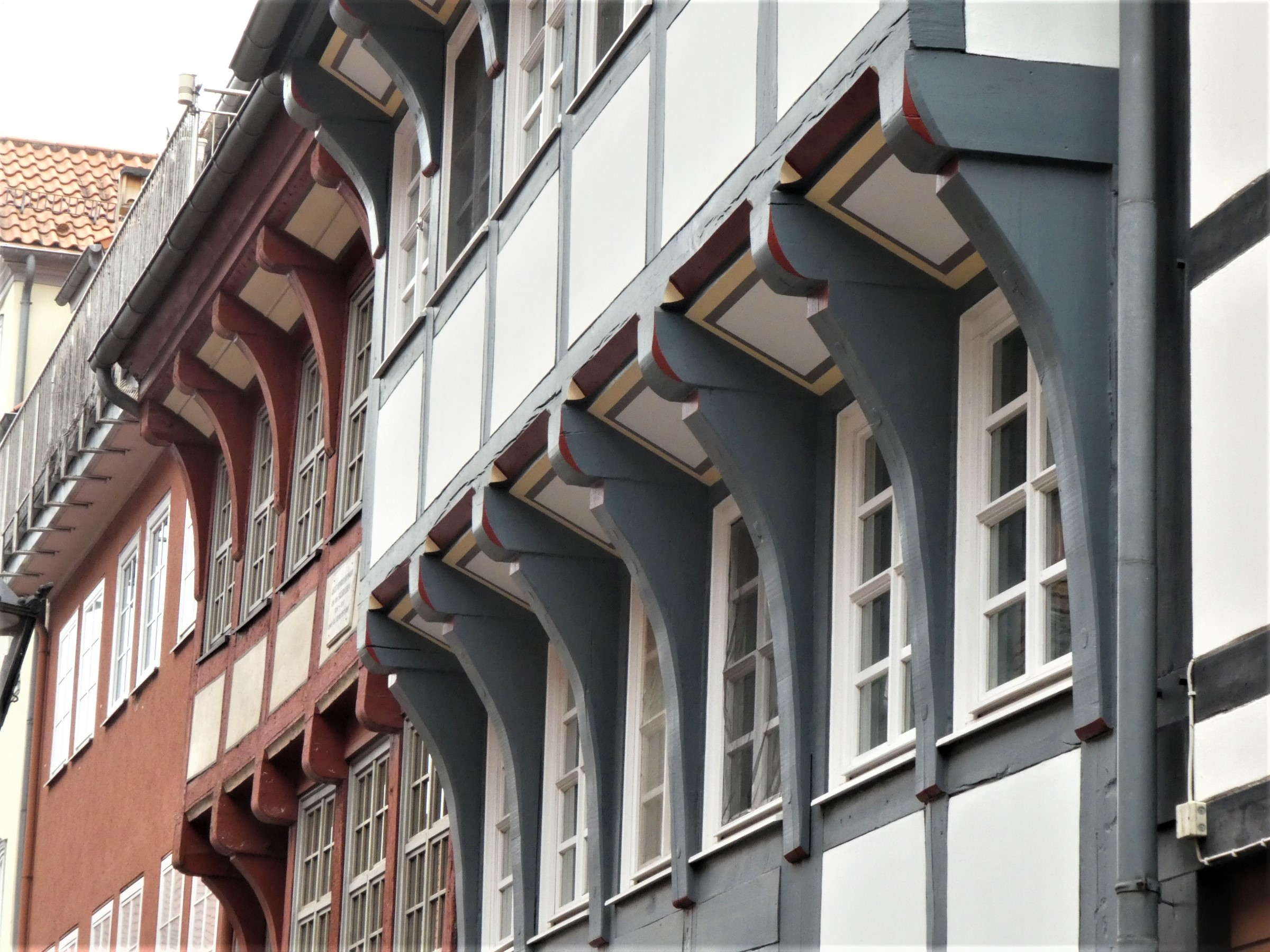
Reihe von spätgotischen Knaggen an Fachwerkhäusern in Göttingen
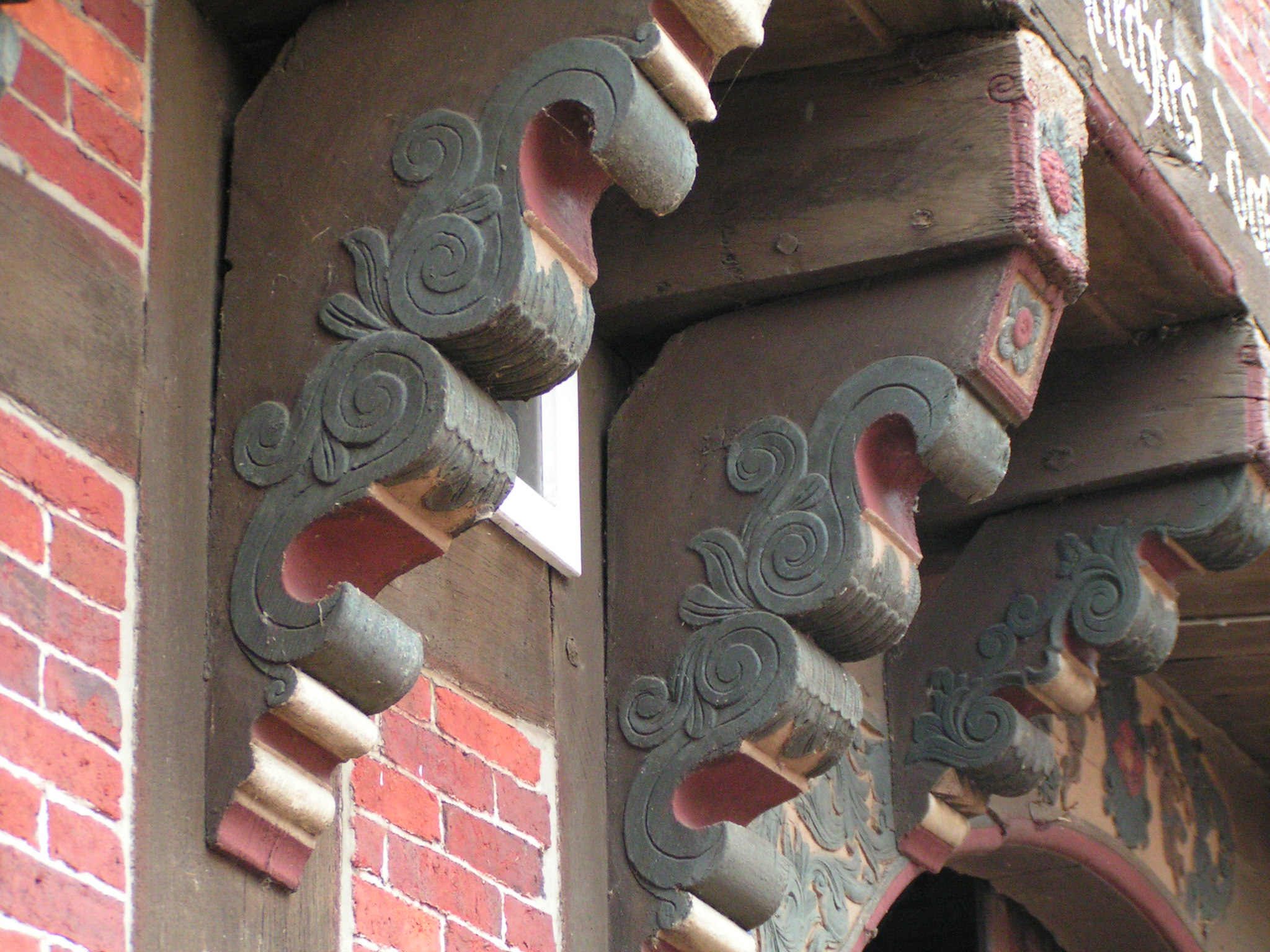
Reich profilierte Zierknaggen der Barockzeit unter Balkenköpfen an einem Bauernhaus in Wulften (Samtgemeinde Artland)
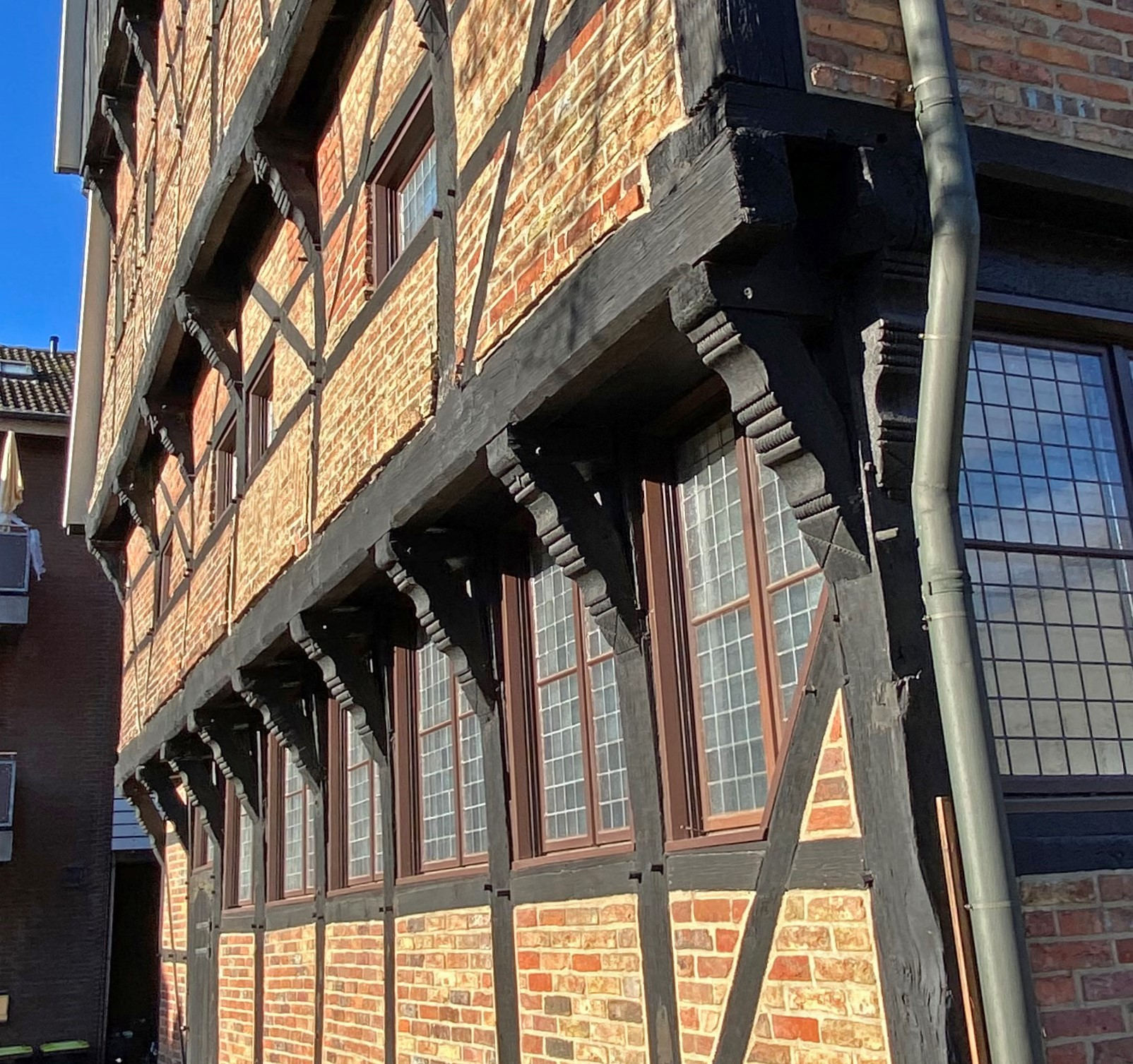
Zierknaggen an der Alten Post, Drensteinfurt, erbaut 1647
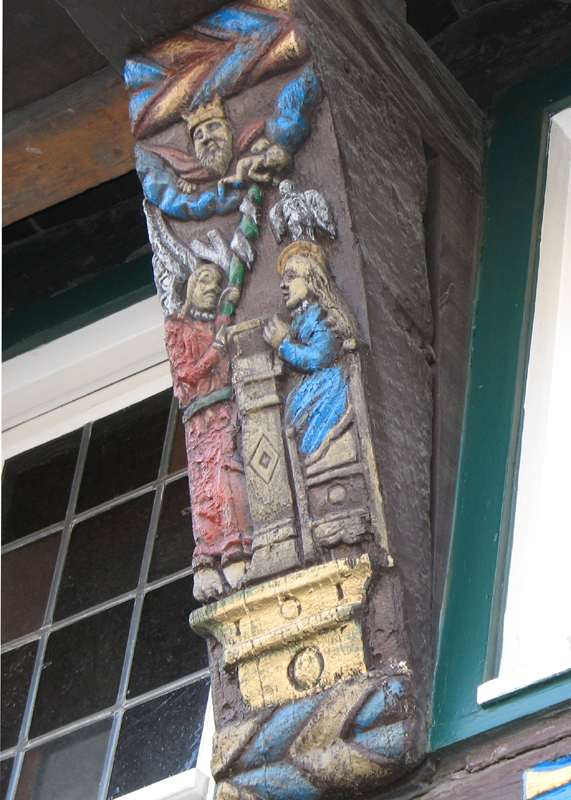
Zierknagge mit Reliefschnitzerei an der Langen Straße in Rheda-Wiedenbrück
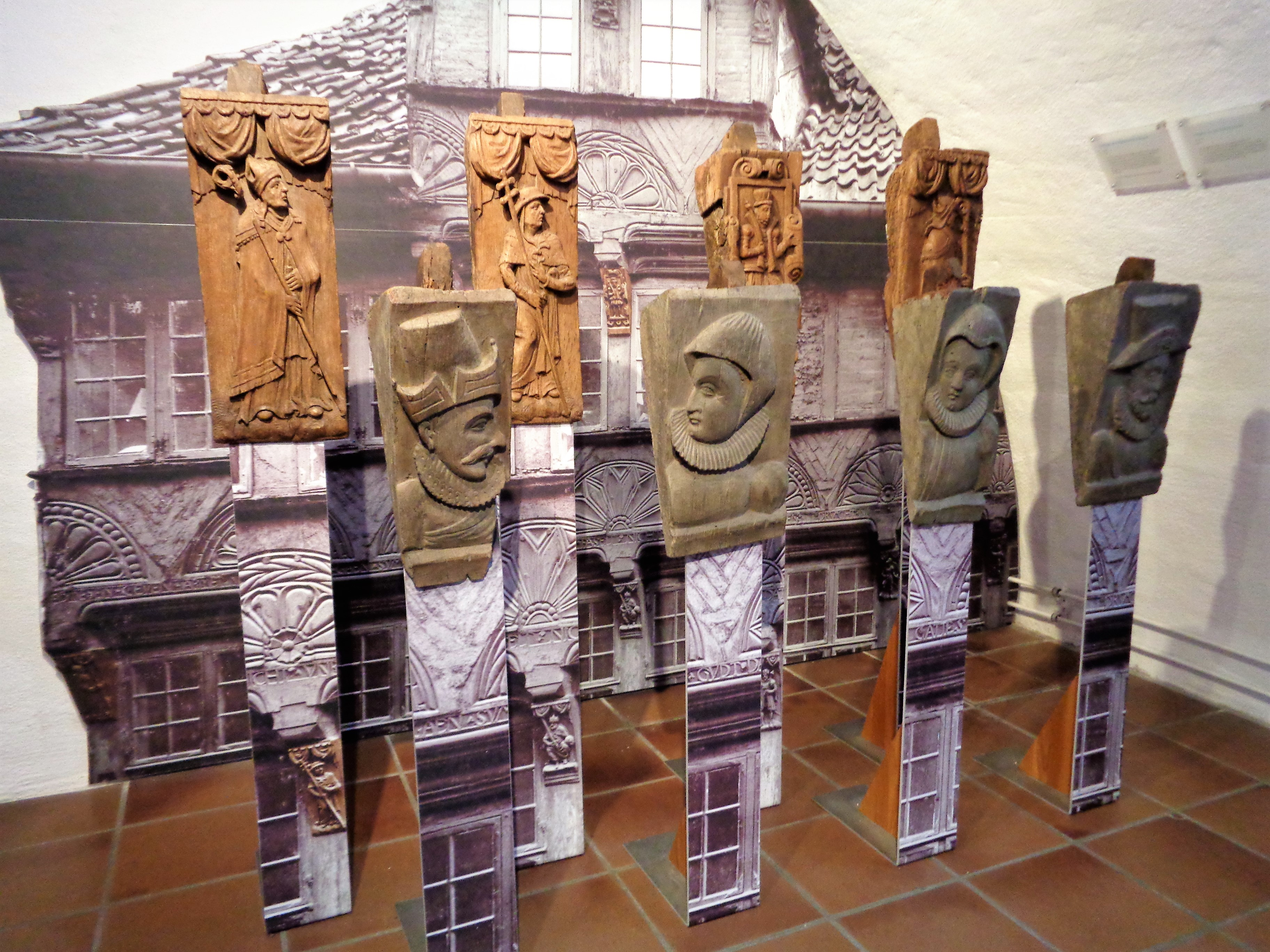
Ausgebaute und museal präsentierte Zierknaggen. Erkennbar sind die sonst verdeckten Zapfenverbindungen (Stadtmuseum Kiel)

Knaggenbündel
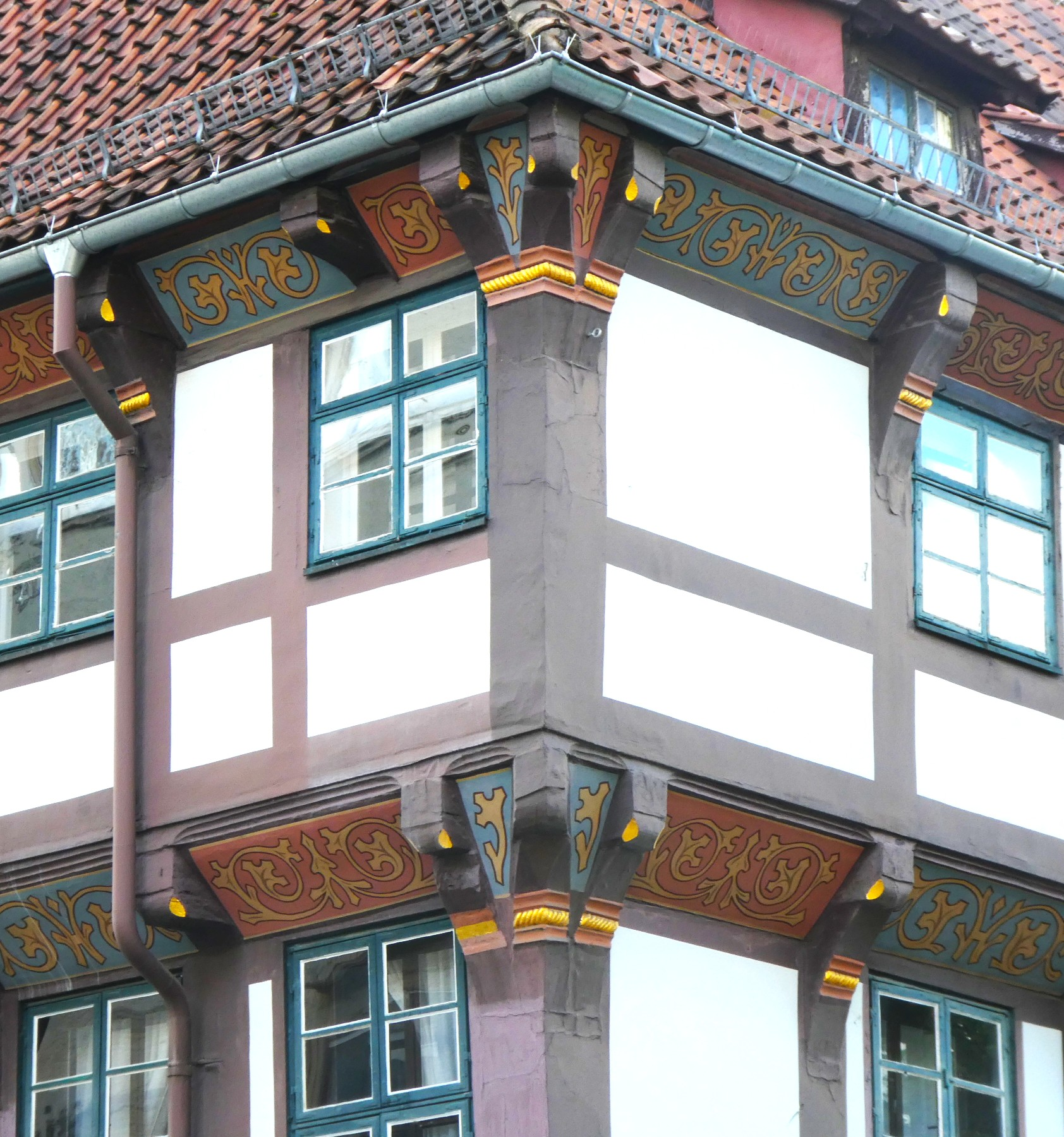
Rats-Apotheke Göttingen, erbaut 1480.
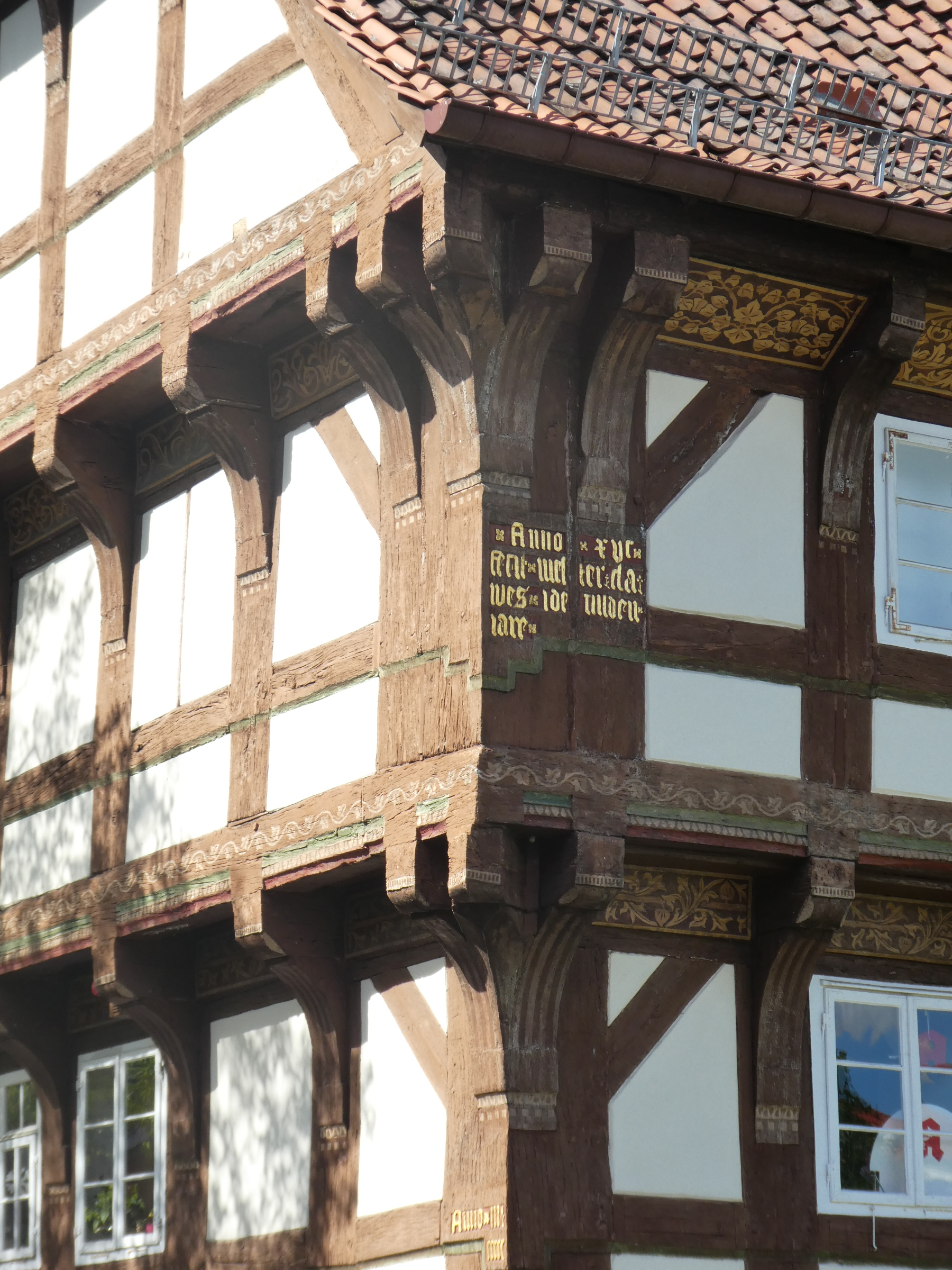
Hospital St. Spiritus in Northeim, erbaut bis 1500.
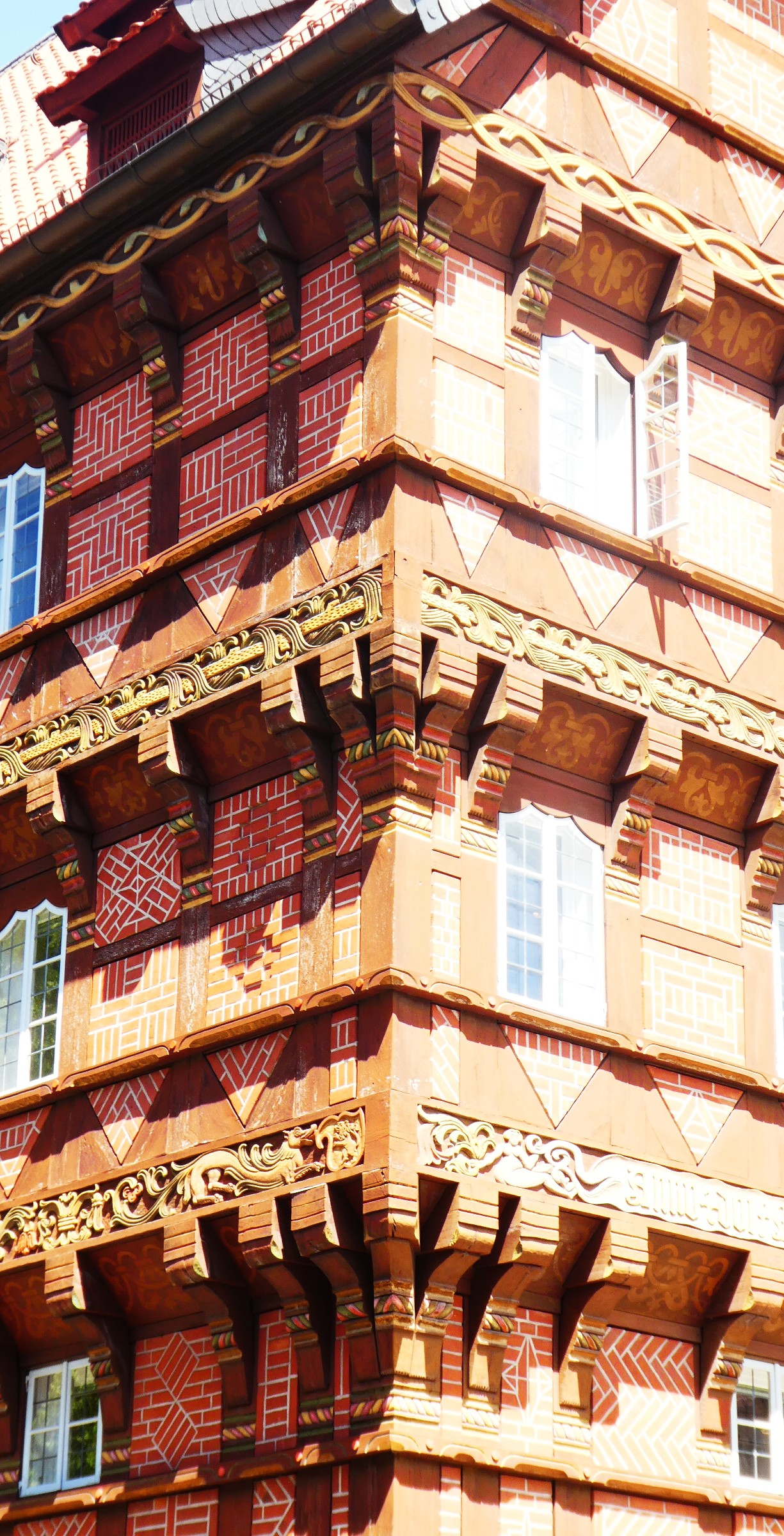
Alte Waage, Braunschweig, Südwestecke, erbaut 1534 (Rekonstruktion 1991–1994)

## Hängeknaggen

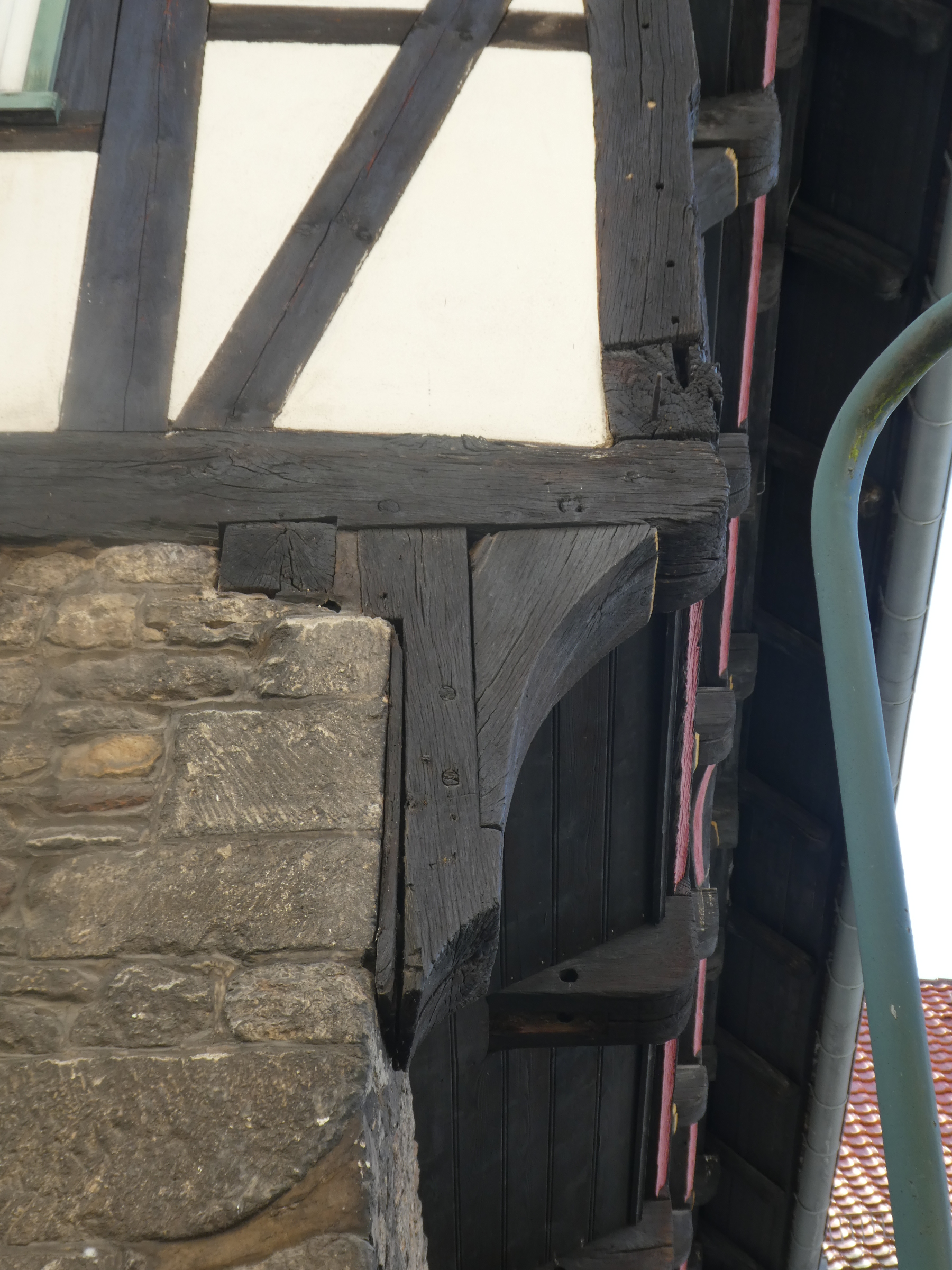
Hängeknagge (Northeim, Am Münster 30)

Knaggen als konsolenartige Tragelemente unter einem Fachwerkstockwerk können sich auch gegen Mauerwerk stützen. Diese seltene Gefügeweise lässt eine Hängeknagge entstehen, da sie scheinbar unter der Auskragung ‚hängt‘.

## Sonstiges
Wenn eine Knagge nicht rechtwinklig aus der Fassade vorkragt, sondern seitlich bündig in die Fachwerkwand eingefügt ist, wird das Bauteil Kopfwinkelholz oder Kopfwinkelknagge genannt. Im süddeutschen Fachwerkbau dient es nicht nur aussteifend, sondern paarweise-dekorativ als Kopf der Mannfiguren.
Knaggen können beim Holzfachwerkbau auch als gerundete Bogenteile an Tür- und Toröffnungen sowie an Freistützen vorkommen.
Im historischen Holzbau gibt es den Begriff Knagge auch beim Schiffsbau als knieförmige Knagge und im Zimmerhandwerk bei Dachsparren als keilförmig zugespitzte Knagge.